# Джалильабад
Джалильаба́д (азерб. Cəlilabad) — город и административный центр Джалильабадского района Азербайджана.

## География и климат
Джалильабад расположен на Муганской равнине, на берегу реки Мишарчай, в 215 км от столицы Баку и в 12 км к западу от железнодорожной станции Новоголовка.

## История
Первоначально населённый пункт назывался Хасыллы, представляющий собой родовое наименование (от личного имени Хасил — перс. плод, польза‎ и суффикс -лы (ли) родового подразделения). Позже селение Хасыллы получило название Астрахан-Базар. В 1967 году город был переименован в Джалилабад, в честь азербайджанского писателя Джалила Мамедкулизаде.
Согласно историку Габилю Мамедову Астраханбазар как населённый пункт был основан выходцами из Шемахи перебравшимися первоначально в Хасыллы после шемахинского землетрясения 1902 года а затем основавшими Астраханбазар. Вскоре из окрестных сёл в том числе Ярдымлинского, Масаллинского, Сальянского и Саатлинского районов сюда также переехали другие семьи.
29 декабря 1989 года в Джалилабаде активисты Народного фронта Азербайджана возглавляемые Нейматом Панаховым заняли здание горкома партии, при этом десятки людей были ранены.
С 1992 года село Дарылыг является частью города Джалильабад.

## Население
По материалам посемейных списков на 1886 год, в Асуллу (Хасылу) насчитывалось 36 дымов и 236 жителей и все «татары»-шииты (азербайджанцы-шииты).
Согласно результатам Азербайджанской сельскохозяйственной переписи 1921 года, Астрахан Базар Ленкоранского уезда Азербайджанской ССР населяли 1908 человек (455 хозяйств). Преобладающее население — тюрки азербайджанские (азербайджанцы).
По переписи 1959 года в Астрахан-Базаре проживало 6076 человек. По переписи 1979 города в Джалилабаде насчитывалось 19,962 человека, в 1989 году население возросло до 25,846 человек.
| Год  | Численность | Численность |
| ---- | ----------- | ----------- |
| 1959 | 6076        | [ 11 ]      |
| 1970 | 15 629      | [ 12 ]      |
| 1979 | 19 962      | [ 13 ]      |
| 1989 | 25 846      | [ 14 ]      |
| 2012 | 43 300      |             |

## Экономика
В городе расположены маслосыродельный и винодельческий заводы.

## Спорт
В городе был представлен футбольный клуб Умид, основанный в 1990 году.

## Археологические раскопки
При археологических раскопках в этом районе были обнаружены гранитные печи, глиняные кувшины, инструменты эпохи энеолита и предметы домашнего обихода.
Также в районе было сделано открытие  в селе Чеменли во время археологических раскопок, которые проводили сотрудники Института археологии и этнографии Национальной академии наук. Предположительно, захоронения относятся к периоду до нашей эры.

## Фотогалерея

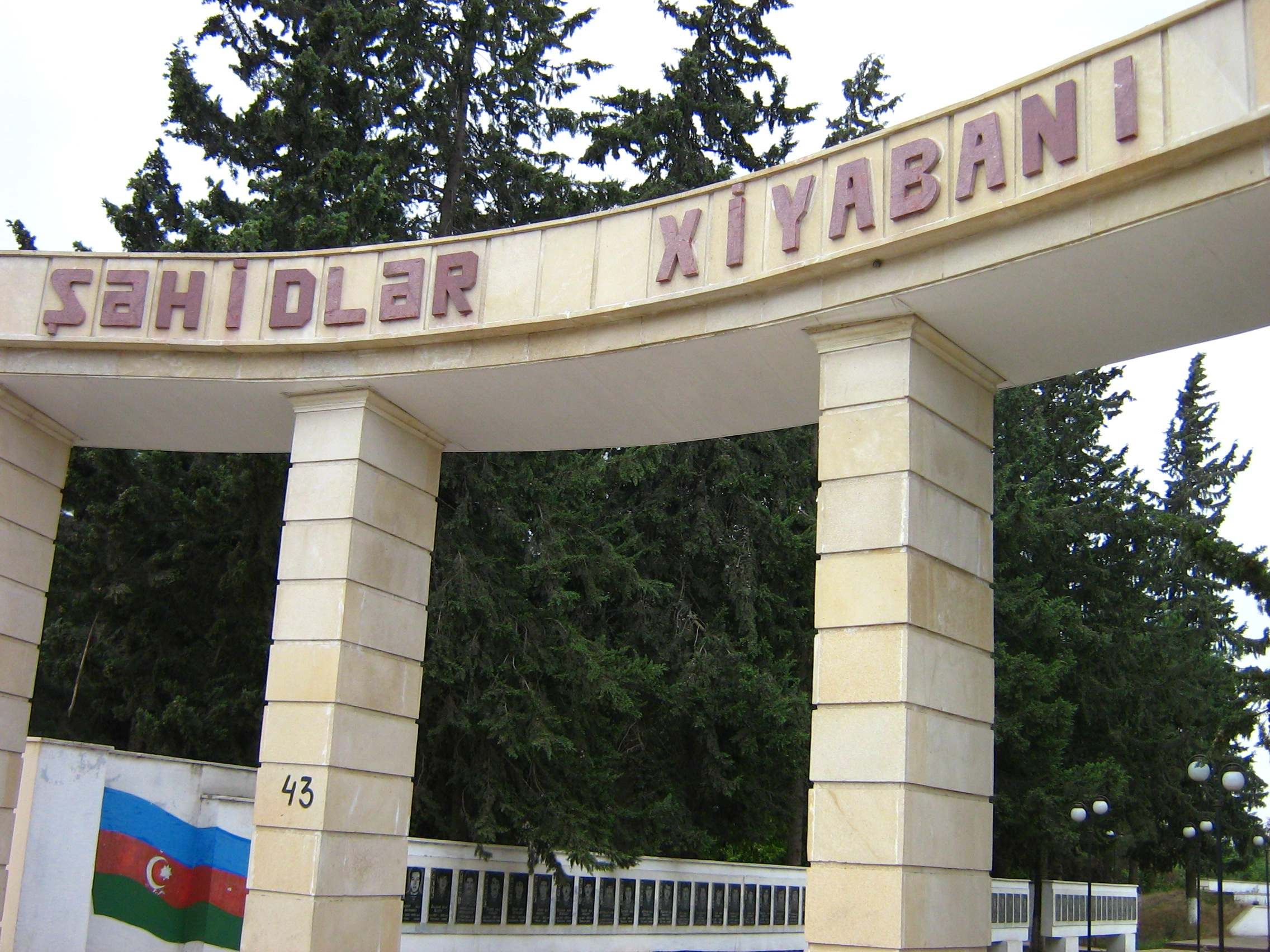
Аллея Шахидов в Джалильабаде
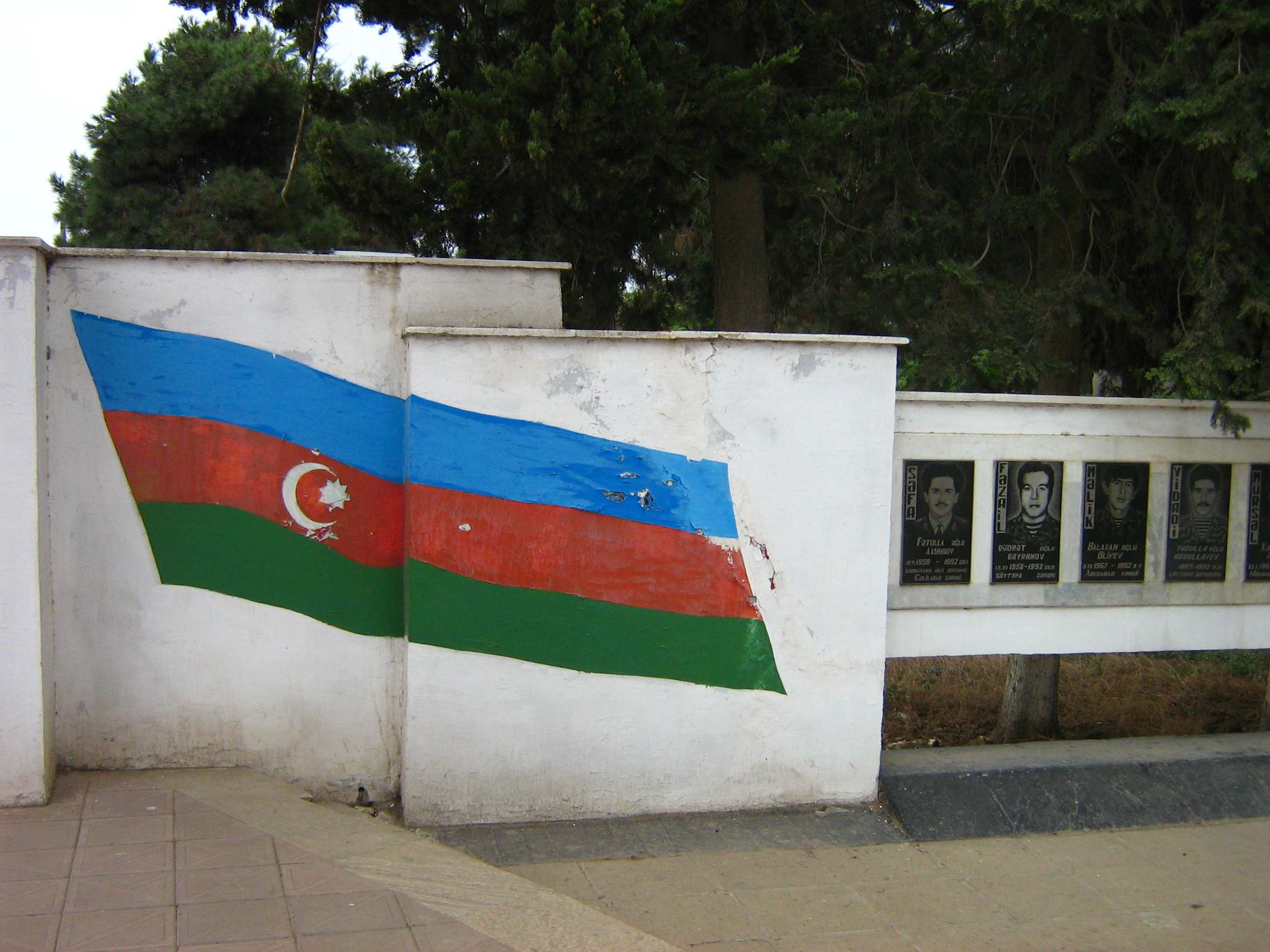
Внутри Аллеи Шахидов в Джалильабаде